# Paul Fässler
Paul Fässler   (Bronschhofen, 13 de juny de 1901 - Berna, 26 de març de 1983) fou un futbolista suís que va competir durant la dècada de 1920 i 1930.
El 1924 va prendre part en els Jocs Olímpics de París, on guanyà la medalla de plata en la competició de futbol. Quatre anys més tard, als Jocs d'Amsterdam, fou novè en la competició de futbol. Pel que fa a clubs, defensà els colors del Young Boys (1920-1933 i 1934-1935), Bienne (1933-1934 i 1935-1936). El 1929 guanyà la lliga i el 1930 la copa suïssa, ambdues amb el Young Boys. Amb la selecció nacional jugà 33 partits, en què no marcà cap gol.